# Дружба (Северная Осетия)
Дру́жба (осет. Дружбæ) — посёлок сельского типа в Моздокском районе Республики Северная Осетия — Алания. 
Входит в состав муниципального образования «Веселовское сельское поселение».

## География
Посёлок расположен недалеко от левобережья реки Терек, в северо-восточной части Моздокского района. Находится в 9 км к северо-востоку от районного центра Моздок и в 97 км к северу от города Владикавказ.
Граничит с землями населённых пунктов: Комарово и Осетинский на северо-западе, и Стодеревская на юго-востоке.
Населённый пункт расположен на восточной окраине Кабардинской равнины, которая далее на северо-востоке переходит в Ногайскую степь. Рельеф местности преимущественно равнинный, без резких колебаний относительных высот. Средние высоты на территории посёлка составляют около 127 метров над уровнем моря.
Гидрографическая сеть представлена в основном рекой Терек. К востоку и югу от посёлка расположены каскад запруднённых озёр, часть из которых находятся в стадии деградации.
Климат влажный умеренный. Среднегодовая температура воздуха составляет +10,5°С. Температура воздуха в среднем колеблется от +23,5°С в июле, до -2,8°С в январе. Среднегодовое количество осадков составляет около 520 мм. Основное количество осадков выпадает в период с мая по июль. В конце лета часты суховеи, дующие из территории Прикаспийской низменности.

## История
Посёлок основан на базе одноимённого совхоза в 1960-х годах. Ныне совхоз при котором был основан посёлок заброшен.

## Население
| 2002 | 2010 | 2021 |
| ---- | ---- | ---- |
| 33   | ↘27  | ↗31  |

Национальный состав
По данным Всероссийской переписи населения 2021 года:
| Народ      | Численность, чел. | Доля от всего населения, % |
| ---------- | ----------------- | -------------------------- |
| русские    | 30                | 96,77 %                    |
| кабардинцы | 1                 | 3,23 %                     |
| всего      | 31                | 100 %                      |

## Инфраструктура
Основные объекты социальной инфраструктуры расположены в сельском центре — селе Весёлое, расположенная в 5 км к северо-западу от посёлка.
К западу от посёлка расположен заброшенный колхоз.